# Cho Yi-hyun
Cho Yi-hyun (en hangul, 조이현; 8 de diciembre de 1999) es una actriz y modelo surcoreana. Es conocida por interpretar a Jin Ji-won en School 2021 pero su fama muy  internacional llegó al protagonizar Estamos muertos.

## Formación
Ha estudiado en el departamento de cine y teatro de la Universidad de Kyung Hee. Es graduada del departamento de música del Hanlim Multi Art School.

## Carrera
Es miembro de la agencia Artist Company (아티스트컴퍼니). Previamente fue aprendiz de la agencia JYP Entertainment (2016). 
En octubre de 2018 se unió al elenco recurrente de la serie Bad Papa, donde dio vida a Kim Se-jung, una estudiante y la mejor amiga de Yoo Young-sun (Shin Eun-soo).
En diciembre del mismo año se unió al elenco recurrente de la serie Less Than Evil, donde interpretó a la joven estudiante Bae Yeo-wool, la amiga de Woo Tae-hee (Bae Yoon-kyung), quien se convierte en la víctima de un caso que el hermano de Tae-hee, el detective Woo Tae-suk (Shin Ha-kyun) no ha podido olvidar.
En octubre de 2019 se unió al elenco recurrente de la serie My Country (también conocida como "My Country: The New Age"), donde dio vida a Seo-yeon, la hermana menor de Seo Hwi (Yang Se-jong).
En abril de 2020 se unió al elenco de la serie How to Buy a Friend (también conocida como "Friendship Contract"), donde interpretó a Shin Seo-jung, una estudiante de arte de último año en "Jeil High School" y la novia de Heo Don-hyuk (Shin Seung-ho), quien se suicida en la escuela.
En marzo del mismo año se unió al elenco recurrente de la popular serie Hospital Playlist, donde dio vida a la doctora Jang Yoon-bok, una interna de medicina de tercer año del hospital "Yulje Medical Center" y la hermana gemela de Jang Hong-do (Bae Hyun-sung), hasta el final de la serie el 16 de septiembre de 2021.
El 24 de noviembre del mismo año se unió al elenco principal de la serie School 2021, donde interpretó a Jin Ji-won.
En 2022 se unió al elenco principal de la serie Estamos muertos (지금 우리 학교는), donde da vida a Nam-ra, la mejor alumna de la escuela y líder de la clase.

## Filmografía

### Series de televisión
| Año     | Título                         | Personaje                   | Notas        | Ref.          |
| ------- | ------------------------------ | --------------------------- | ------------ | ------------- |
| 2017    | Sweet Revenge                  | -                           | Serie web    |               |
| 2017    | Witch's Court                  | -                           |              |               |
| 2018    | Real Life Love Story: Season 3 | Varios personajes           | Serie web    |               |
| 2018    | Bad Papa                       | Kim Se-jung                 |              |               |
| 2018    | Less Than Evil                 | Bae Yeo-wool                |              |               |
| 2019    | My Country                     | Seo-yeon                    | 10 episodios |               |
| 2020    | How to Buy a Friend            | Shin Seo-jung               | 8 episodios  | [ 14 ]        |
| 2020    | Hospital Playlist              | Dra. Jang Yoon-bok          |              |               |
| 2021    | Hospital Playlist 2            | Dra. Jang Yoon-bok          |              |               |
| 2021    | Inspector Koo                  | Organizadora de evento      | Ep. 3        |               |
| 2021-22 | School 2021                    | Jin Ji-won                  | 16 episodios |               |
| 2022    | Estamos muertos                | Choi Nam-ra                 | Serie web    |               |
| 2023    | The Matchmakers                | Jung Soon-deok/Yeo Joo-daek | 16 episodios | [ 15 ] [ 16 ] |
| 2025    | El hada y el pastor            | Park Seong-ah               | 12 episodios | [ 17 ] [ 18 ] |

### Películas
| Año  | Título                      | Personaje         | Notas                                                                                        | Ref.          |
| ---- | --------------------------- | ----------------- | -------------------------------------------------------------------------------------------- | ------------- |
| 2018 | 귀로                        | -                 |                                                                                              |               |
| 2019 | Metamorphosis               | Park Hyun-joo     | junto a Bae Seong-woo, Sung Dong-il, Jang Young-nam, Kim Hye-jun, Kim Kang-hoon y Jeon Mi-do |               |
| 2019 | Homme Fatale                | Su-yang           | junto a Junho, Jung So-min, Choi Gwi-hwa, Ye Ji-won, Gong Myung, Lee Il-hwa y Shin Eun-soo   |               |
| 2022 | Ditto                       | Mu-nee            |                                                                                              | [ 19 ]        |
| 2023 | Dr. Cheon and Lost Talisman | Hija del Sr. Park | Aparición especial                                                                           | [ 20 ] [ 21 ] |
| TBA  | Similar                     | -                 |                                                                                              | [ 22 ] [ 23 ] |

### Programas de variedades
| Año  | Título      | Notas                 |
| ---- | ----------- | --------------------- |
| 2019 | Running Man | (ep. #463) - invitada |

### Apariciones en videos musicales
| Año  | Artista    | Canción     | Notas |
| ---- | ---------- | ----------- | ----- |
| 2018 | Jo Hyun-ah | "After You" |       |
| 2018 | Wooyoung   | "Quit"      |       |

### Publicidad
| Año  | Título              | Notas |
| ---- | ------------------- | ----- |
| 2018 | KB Kookmin Card     |       |
| 2020 | BOTANITY (보타니티) |       |

## Premios y nominaciones
| Año  | Premio                                     | Categoría                                   | Trabajo                       | Resultado | Ref.   |
| ---- | ------------------------------------------ | ------------------------------------------- | ----------------------------- | --------- | ------ |
| 2020 | Chunsa Film Art Award (제 25회 춘사영화제) | Mejor actriz revelación                     | Metamorphosis                 | Nominada  | [ 24 ] |
| 2021 | KBS Drama Award                            | Mejor actriz revelación                     | School 2021                   | Nominada  | [ 25 ] |
| 2021 | KBS Drama Award                            | Mejor pareja (junto a Kim Yo-han)           | School 2021                   | Ganadora  | [ 24 ] |
| 2022 | Brand Customer Loyalty Awards              | Mejor actriz revelación                     | Cho yi-hyun                   | Ganadora  | [ 26 ] |
| 2022 | Brand of the Year Awards                   | Mejor actriz revelación                     | Cho yi-hyun                   | Ganadora  | [ 26 ] |
| 2022 | Blue Dragon Series Awards                  | Mejor actriz revelación                     | Estamos muertos               | Nominada  | [ 27 ] |
| 2022 | 58th Baeksang Arts Awards                  | Mejor actriz revelación - televisión        | Estamos muertos               | Nominada  | [ 28 ] |
| 2022 | APAN Star Awards                           | Mejor actriz revelación                     | School 2021 y Estamos muertos | Nominada  | [ 29 ] |
| 2023 | KBS Drama Awards                           | Mejor pareja (junto a Rowoon)               | The Matchmakers               | Ganadora  | [ 30 ] |
| 2023 | KBS Drama Awards                           | Actriz más popular                          | The Matchmakers               | Ganadora  | [ 31 ] |
| 2023 | KBS Drama Awards                           | Premio a la excelencia, actriz en miniserie | The Matchmakers               | Ganadora  | [ 30 ] |